# Ба, Мамаду
Мамаду Ба (фр. Mamadou Bah; родился 25 апреля 1988, Конакри, Гвинея) — гвинейский футболист, опорный полузащитник. Игрок национальной сборной Гвинеи.

## Карьера
Ба является воспитанником школы «Страсбурга». В 2007 году он был переведён в основную команду клуба и выступал за неё три года, пока в 2010 году его не приобрёл за 600 тыс. евро немецкий «Штутгарт». В Германии карьера Ба не сложилась, за три сезона он сыграл всего шесть матчей в Бундеслиге. Кроме того, в Германии гвинеец был подвержен травмам — сначала он травмировал левое колено, из-за чего выбыл из строя на шесть недель, а в начале 2013 года сломал правую ногу, после чего восстанавливался полгода.
Летом 2013 года Ба стал свободным агентом, но не смог найти себе новую команду. Лишь в январе 2014 года он вернулся в «Страсбур», который выступал в третьем французском дивизионе. За свой прежний клуб Ба отыграл год, пока в январе 2015 года вновь не остался без команды.

## Карьера в сборной
За сборную Гвинеи Ба дебютировал на Кубке африканских наций 2008 в матче против национальной команды Ганы. До 2012 года он регулярно привлекался к играм национальной сборной и принял участие во всех трёх матчах гвинейской команды на Кубке африканских наций 2012 года.